# منطقة بافوس
منطقة بافوس هي إحدى مناطق قبرص الستة وتقع في الجزء الغربي من الجزيرة. العاصمة والمدينة الرئيسية فيها هي بافوس.